# 피의자
피의자(被疑者, 문화어: 피심자(被審者), 영어: defendant) 또는 용의자(容疑者)는 범죄의 혐의를 받아 수사기관에 의하여 수사의 대상이 되어 있으나, 아직 법원에 공소제기를 당하지 않은 자를 말한다. 그러나 공소제기를 당한 후에는 피고인이라 불리게 된다. 피의자는 수사기관에 의한 조사를 받는 입장이나, 피의자가 인권 옹호나 장차 소송 주체로서 활동한다는 준당사자적 지위에서 여러 가지 권리를 가진다. 예를 들어, 변호인 선임 및 선임의뢰권(형사소송법 제30조 제1항·제87조 제1항·제209조), 진술거부권(형사소송법 제200조 제2항), 증거보전청구권(형사소송법 제184조), 구속적부심사청구권(형사소송법 제214조의 2), 접견교통권 등이 이에 해당한다.

## 같이 보기
- 경찰조사실 피의자에 대한 촬영허용행위 사건